# Veto
Un veto este puterea de a opri o acțiune oficială. Un veto poate fi absolut, de exemplu la Consiliul de Securitate al Națiunilor Unite ai cărui membri permanenți (China, Franța, Rusia, Regatul Unit, Statele Unite ale Americii) pot bloca orice rezoluție.